# 유로비전 송 콘테스트 1966
유로비전 송 콘테스트 1966(EUROVISION SONG CONTEST 1966)은 룩셈부르크에서 열린 제 11회 유로비전 송 콘테스트이다. 전의 10회 콘테스트에서 룩셈부르크가 우승하여 개최권을 획득하였다. 우승자는 오스트리아의 우도 유르겐(Udo Jürgens)의 "Merci, Chérie"로, 오스트리아는 이후 2014년 우승까지 단 한 차례도 우승하지 못했다. 
이 대회에서 최초의 흑인 가수 밀리 스콧(Milly Scott)이 네덜란드를 대표하여 출전했다. 그녀는 유로비전 최초로 휴대용 마이크를 사용한 가수이기도 하다. 덴마크는 대회 출전 후 1978년 재출전까지 대회에 참가하지 않았다.